# Mirko Sandić
Mirko Sandić (Beograd, 9. svibnja 1942. – Beograd, 24. prosinca 2006.), srbijanski vaterpolist. S Partizanom je osvojio 11 naslova jugoslavenskog i 5 naslova europskog prvaka. Odigrao je 235 utakmica za Jugoslaviju (čije je zastave bio nositelj na otvaranju OI 1972.) i postigao preko 250 pogodaka. Najveći reprezentativni uspjeh mu je olimpijsko zlato 1968. Trenirao je klubove Partizan i Goč, te singapurske, malezijske i egipatske reprezentacije. Bio je predsjednik Vaterpolo saveza SR Jugoslavije od 1996. do 1998., član tehničkog vaterpolskog odbora LEN-a, dobitnik priznanja MOO-a 1997. i predsjednik Skupštine Vaterpolo saveza Srbije. 1999. uvršten je u Kuću slavnih. 